# Tempietto del Clitunno
Il tempietto del Clitunno è un piccolo sacello a forma di tempio nel comune di Campello sul Clitunno (PG). Si trova a circa 1 km a valle delle sorgenti del fiume Clitunno ("Fonti del Clitunno"), in una zona dove si trovano altre risorgive ("Vene del Tempio"), nella frazione di Pissignano.
Fa parte del sito seriale "Longobardi in Italia: i luoghi del potere", comprendente sette luoghi densi di testimonianze architettoniche, pittoriche e scultoree dell'arte longobarda, iscritto alla Lista dei patrimoni dell'umanità dell'UNESCO nel giugno 2011.

## Architettura
Si tratta di una piccola chiesa ("chiesa di San Salvatore"), a forma di tempietto corinzio. In passato era ritenuto essere un sacello romano riconsacrato come chiesa, ma la presenza di una croce al centro del timpano, coerente e integrata al resto della decorazione scolpita, sembra provare che fu invece sin dall'inizio un edificio di culto cristiano. La costruzione dell'edificio è stata attribuita al IV-V (secondo alcuni la datazione scenderebbe tuttavia al VII secolo), ed ha riutilizzato probabilmente i resti di un più antico sacello pagano e materiali di reimpiego; la maggior parte degli ornamenti scolpiti sono tuttavia, a differenza di altre opere architettoniche longobarde, manufatti originali e non reimpieghi di elementi di età romana.

Sull'architrave si trovano, rispettivamente sui lati ovest, sud e nord, le seguenti iscrizioni in caratteri maiuscoli romani quadrati, rarissimo esempio di epigrafia monumentale altomedievale:

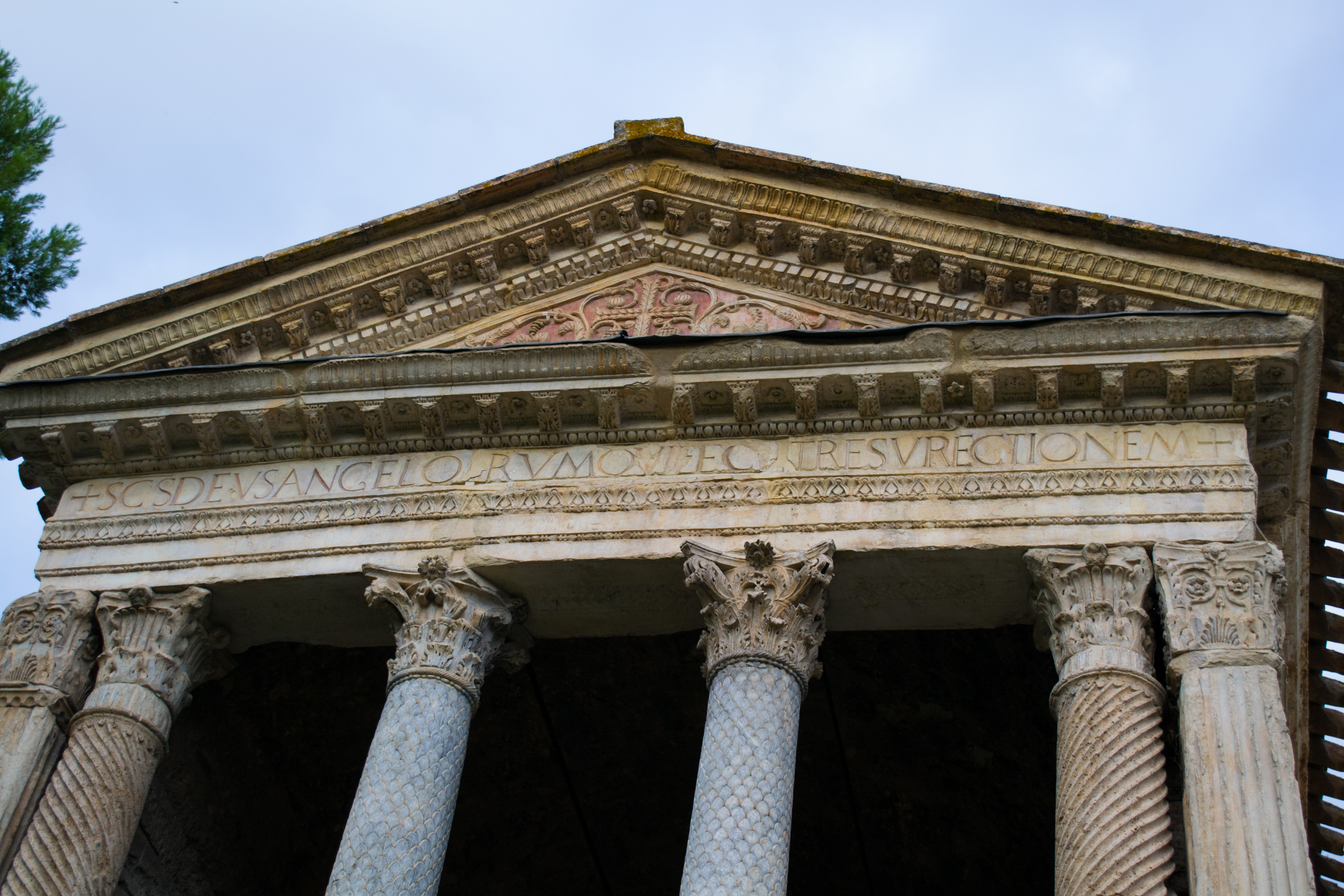
La scritta sull'architrave

L'edificio è costituito da un basamento con camera accessibile da un portale sul fronte, e da una parte superiore in forma di tempietto. L'ambiente ricavato nel basamento coincideva con i resti di un più antico edificio pagano. La parte superiore conserva la facciata in antis a quattro colonne corinzie: scanalate a spirale le due laterali, tra due pilastri, sorreggono la trabeazione ed il frontone. L'accesso alla parte superiore avveniva per mezzo di due scalinate laterali con protiri e, in origine, precedute da un proprio pronao, che venne demolito nel XVIII secolo per riutilizzarne i blocchi. 
L'interno comprende la cella, coperta da volta a botte e con edicola che inquadra l'abside sul fondo. Sono presenti affreschi del VII secolo (il Salvatore tra i santi Pietro e Paolo e Angeli), che hanno somiglianze con quelli di Santa Maria Antiqua a Roma.
Nonostante la scarsa propensione dei duchi longobardi ad accogliere la contemporanea rinascita anticheggiante che si sperimentava a Roma, gli interventi sul tempietto raggiunsero, come poco più tardi la chiesa di San Salvatore a Spoleto, una coerenza classicheggiante eccezionale, sia nella struttura architettonica sia nella ripresa dei modelli decorativi romani.
Ebbe fama nel Rinascimento e venne rilevato o copiato da Francesco di Giorgio Martini, Benozzo Gozzoli, Palladio (che lo riteneva opera romana), Piranesi e Vanvitelli. Viene citato nel IV canto dell'opera di Byron Childe Harold's Pilgrimage, mentre piccoli templi presso le sorgenti del fiume e altre sorgenti minori, ville e terme sono citati nella descrizione pliniana, che ne ricorda la dedica del tempio maggiore al dio Clitunno.